# Пауль Райхельт
Пауль Райхельт (нім. Paul Reichelt, 29 березня 1898 — 15 липня 1981) — німецький воєначальник, генерал-лейтенант вермахту, генерал-майор бундесверу. Кавалер Лицарського хреста Залізного хреста. 

## Біографія
З 1915 року добровольцем брав участь у Першій світовій війні. З грудня 1923 року служив лейтенантом в 11-му Саксонському піхотному полку, в 1931 році призначений командиром цього полку. У 1938-1941 роках командував 7-м піхотним дивізіоном. У 1941-1943 роках — начальник штабу 9-го армійського корпусу. У червні-липні 1943 року — командир 111-го піхотного полку. У серпні-грудні 1943 року — начальник штабу 12-го армійського корпусу. У січні-березні 1944 року — командир 299-ї піхотної дивізії. У березні-листопаді 1944 року — начальник штабу оперативної групи «Нарва». З листопада 1944 по квітень 1945 року — начальник штабу 25-ї армії. У квітні-травні 1945 року — начальник штабу «Фортеці Голландія». 5 травня 1945 року здався британським військам. Служив в бундесвері, з 1 квітня 1957 по 31 березня 1959 року — командир 1-ї танкової дивізії в Ганновері. 31 березня 1962 року вийшов у відставку.

## Звання
- Доброволець (25 вересня 1915)
- Унтерофіцер (1918/19)
- Фанен-юнкер (17 серпня 1921)
- Фенріх (1 вересня 1922)
- Обер-фенріх (1 серпня 1923)
- Лейтенант (1 грудня 1923)
- Оберлейтенант (1 лютого 1928)
- Гауптман (1 травня 1934) — патент від 1 жовтня 1933 року.
- Майор (1 серпня 1937) — патент від 1 вересня 1936 року.
- Оберстлейтенант Генштабу (1 лютого 1940) — патент від 1 серпня 1939 року.
- Оберст Генштабу (1 березня 1942)
- Генерал-майор (1 квітня 1944)
- Генерал-лейтенант (20 квітня 1945)
- Генерал-майор (1 квітня 1957)

## Нагороди
- Залізний хрест 2-го класу
- Бронзова медаль Фрідріха-Августа
- Нагрудний знак «За поранення» в чорному
- Почесний хрест ветерана війни з мечами (1934)
- Медаль «За вислугу років у Вермахті» 4-го, 3-го, 2-го і 1-го класу (25 років)
- Застібка до Залізного хреста 2-го класу
- Залізний хрест 1-го класу
- Німецький хрест в золоті (25 квітня 1942)
- Медаль «За зимову кампанію на Сході 1941/42» (1942)
- Лицарський хрест Залізного хреста (10 серпня 1944)
- Орден «За заслуги перед Федеративною Республікою Німеччина», командорський хрест
- Баварський орден «За заслуги»